# Aaptos conferta
Aaptos conferta là một loài động vật thân lỗ thuộc họ Suberitidae được tìm thấy ở New Zealand. Loài này được mô tả năm 1994 bởi Michelle Kelly-Borges & Patricia Bergquist.